# Інглвуд Юнайтед
Інглвуд Юнайтед (англ. Inglewood United) — футбольний клуб з міста Перт, Західна Австралія. Його стадіон Clipsal, знаходиться в Інглвуді. Клубні кольори — синій і жовтий.
Клуб був заснований вихідцями з української діаспори.
Називався УСК (Український спортивний клуб) «Київ» (Перт), заснований 1951 року як «Футбольний клуб Київ» (Kiev Soccer Club), також іменувався «Інглевуд Київ», «Інглевуд Сокіл», а з 1978 року іменується «Інглевуд Юнайтед» СК, кольори — жовто-блакитні.
У 1960 році клуб зайняв перше місце у Другому дивізіоні і перейшов у Перший дивізіон.
Також УСК «Київ» брав участь у 1-му дивізіоні цього штату в 1963, 65-х роках та з 1968 року. 1968 та 1977 років ставав срібним призером, а 1977-го — володарем Кубка. Ще в 1994 році, вже як «Інглвуд Юнайтед», СК завоював «срібло», але українців там не було.
Стадіон був побудований 1976 року, з великою кількістю добровільної робочої сили з українського суспільства.